# شیگئو آرای
شیگئو آرای (انگلیسی: Shigeo Arai؛ ۸ اوت ۱۹۱۶ – ۱۹ ژوئیه ۱۹۴۴) شناگر اهل ژاپن بود.
وی در مسابقات کشوری و بین‌المللی در مجموع برندهٔ ۱ مدال طلا، ۱ مدال برنز شده‌است.